# Уитнесс Ли
Уитнесс Ли (англ. Witness Lee, 1905—1997) — христианский проповедник, учитель Библии. Китайское имя — Ли Чаншоу (李常受).
Родился в уезде Пэнлай. В 1924—1932 годах изучал статьи Вочмана Ни, в 1932 году встретился с ним. Год спустя переехал в Шанхай и начал служение под его руководством. В 1949 году переехал на Тайвань, в 1962 году — в Соединённые Штаты Америки, где и проводил служения.
В 1994 году спустя двадцать лет работы издал «Жизнеизучение Библии» с толкованием писания. Всего же его работы были опубликованы более чем в 400 книгах, многие из которых переведены более чем на 14 языков, в том числе и на русский. 7 марта 2025 года Московский городской суд удовлетворил иск прокуратуры и признал экстремистским материалом издание «Новый Завет. Восстановительный перевод» (Анахайм, 1998) с комментариями Уитнесса Ли, за исключением самого библейского текста.
Последний раз выступал перед публикой в феврале 1997 года.
Наряду с Вочманом Ни является основателем «сообщества Поместных церквей»